# جون بانكس (سياسي)
جون بانكس (بالإنجليزية: John Banks)‏ هو قاضي ومحامي وسياسي أمريكي، ولد في 17 أكتوبر 1793 في الولايات المتحدة، وتوفي في 3 أبريل 1864 في ريدينغ في الولايات المتحدة. حزبياً، نشط في مناهضة الماسونية. وقد انتخب أمين صندوق الدولة ‏ وانتخب عضو مجلس النواب الأمريكي.